# Antonio de la Torre
Antonio de la Torre Martín (Málaga, 18 januari 1968) is een Spaans acteur.

## Filmografie

### Film
Uitgezonderd korte films en televisiefilms.

### Televisie
Uitgezonderd eenmalige gastrollen.

## Prijzen en nominaties
Een selectie:
| Prijs        | Jaar | Film                      | Categorie               | Resultaat   |
| ------------ | ---- | ------------------------- | ----------------------- | ----------- |
| Premios Goya | 2007 | Azuloscurocasinegro       | Beste mannelijke bijrol | Gewonnen    |
| Premios Goya | 2010 | Gordos                    | Beste acteur            | Genomineerd |
| Premios Goya | 2011 | Balada triste de trompeta | Beste acteur            | Genomineerd |
| Premios Goya | 2013 | Grupo 7                   | Beste acteur            | Genomineerd |
| Premios Goya | 2013 | Invasor                   | Beste mannelijke bijrol | Genomineerd |
| Premios Goya | 2014 | Caníbal                   | Beste acteur            | Genomineerd |
| Premios Goya | 2014 | La gran familia española  | Beste mannelijke bijrol | Genomineerd |
| Premios Goya | 2015 | La isla mínima            | Beste mannelijke bijrol | Genomineerd |
| Premios Goya | 2017 | Tarde para la ira         | Beste acteur            | Genomineerd |
| Premios Goya | 2018 | Abracadabra               | Beste acteur            | Genomineerd |
| Premios Goya | 2018 | El autor                  | Beste mannelijke bijrol | Genomineerd |
| Premios Goya | 2019 | El reino                  | Beste acteur            | Gewonnen    |
| Premios Goya | 2019 | La noche de 12 años       | Beste mannelijke bijrol | Genomineerd |
| Premios Goya | 2020 | La trinchera infinita     | Beste acteur            | Genomineerd |

- Bibsys: 8040462
- Biblioteca Nacional de España: XX1789132
- Bibliothèque nationale de France: cb15580129c (data)
- Catàleg d'autoritats de noms i títols de Catalunya: 981058513412906706
- Gemeinsame Normdatei: 1023053764
- International Standard Name Identifier: 0000 0001 1461 794X
- Library of Congress Control Number: no2007041440
- MusicBrainz: 2ec95b5b-06d3-41ff-bc56-360fb13ac767
- Nationale Bibliotheek van Tsjechië: xx0171314
- Nationale bibliotheek van Australië: 52574881
- Nationale Bibliotheek van Israël: 987007447209605171
- Nederlandse Thesaurus van Auteursnamen: 328537063
- Système universitaire de documentation: 130406945
- Trove: 1521614
- Virtual International Authority File: 73629719
- WorldCat: E39PBJvXf4DmD4wTv9wMyyjDMP